# 登録修理業者規則
登録修理業者規則（とうろくしゅうりぎょうしゃきそく）は、特別特定無線設備の修理に関し、電波法で委任する事項について定めることを目的とする総務省令である。

## 構成
2020年（令和2年）12月1日現在
第1条 目的
第2条 登録の申請
第3条 妨害を与えるおそれの少ない修理の基準等
第4条 変更登録
第5条 通知
第6条 変更の届出
第7条 修理及び修理の確認の記録等
第8条 表示
第9条 廃止の届出
第10条 公示
第11条 総務大臣に提出する書類の作成
附則

## 制定の経緯
従来、特定無線設備の修理は、その製造業者やこれと契約を結んだ修理業者ができるものとされてきた。
修理により技術基準適合証明等について技術基準への適合性維持が担保されているかが不明となることによる。
しかし、スマートフォンの急速な普及などに伴い、故障した携帯電話端末の液晶パネル等を修理するニーズが高まり、電波法が改正

され、特別特定無線設備について修理方法及び修理体制並びに修理の結果が技術基準への適合性維持が確認できる業者は、総務大臣の登録を受けることができるとし、登録された業者を登録修理業者と呼ぶことが規定された。
これを受けて制定されたのが本規則である。

## 概要
修理対象
特別特定無線設備は特定無線設備の技術基準適合証明等に関する規則第2条第2項に次のものが規定

されている。
- コードレス電話
- 携帯電話端末
- PHS端末
  - 上記の三種別の機器に無線LAN端末を搭載したもの
- 無線アクセス端末

これらのディスプレイ、フレーム、マイク、スピーカー、カメラ、操作ボタン、コネクタ、バイブレータ、電池などの電波の特性に影響を与えないような部分に限られる。
登録申請
登録申請書には、修理方法書を添付することが義務とされる。
修理方法書には、修理の確認に使用する測定器等について、測定器等の較正に関する規則に基づくまたはこれと同等の較正の計画について記載しなければならない。但し、特性試験を全部外部委託する場合は除く。
また、実施する事業所を全て記入しなければならない。
表示
修理を行った際には、本規則別表第8号により「登録修理」と登録番号の表示をする。
詳細は登録修理業者#表示を参照。
記録
修理内容と技術基準に適合することの確認の記録は10年間保存することが義務とされる。
公表事項
次の事項がインターネットその他により公表される。
1. 氏名又は名称
2. 所在地
3. 登録年月日
4. 登録番号
5. 修理する特別特定無線設備の範囲及び修理の箇所

変更登録
次の事項を変更するときは、登録内容の変更を申請しなければならない。
1. 修理する特別特定無線設備の範囲
2. 特別特定無線設備の修理の方法の概要
3. 修理された特別特定無線設備が技術基準に適合することの確認の方法の概要

## その他
特別特定無線設備は電気通信事業法に規定する特定端末機器でもあり、同法においても特定端末機器の修理について規定された。
これを受け、端末機器の技術基準適合認定等に関する規則にも登録修理業者について規定された。